# Służewo (województwo kujawsko-pomorskie)
Służewo – wieś w Polsce położona w województwie kujawsko-pomorskim, w powiecie aleksandrowskim, w gminie Aleksandrów Kujawski. Dawniej miasto; uzyskało lokację miejską przed 1489 rokiem, zdegradowane w 1870 roku. Do 1976 roku miejscowość była siedzibą gminy Służewo. W latach 1975–1998 miejscowość administracyjnie należała do województwa włocławskiego.

## Historia

### Początki osadnictwa
Pierwsze ślady osadnictwa na tych terenach pochodzą z V wieku p.n.e. W tym czasie obszary dzisiejszej miejscowości porośnięte były dzikimi puszczami i zamieszkane przez plemiona zajmujące się zbieractwem i łowiectwem. Tereny te były odwiedzane przez Celtów zajmujących się handlem bursztynem.
Pierwsze dokumenty świadczące o istnieniu Służewa pochodzą z 1241 r. Konrad I książę mazowiecki nadał miejscowość komesowi Gotardowi synowi Łukasza za zwycięstwa odniesione nad Prusami, Litwinami i Jadźwingami i ujęcie w niewolę siedmiu wodzów Jadźwingów. Król wieś uwolnił od wszelkich podatków, opłat i danin. Rozwój Służewa i okolic nastąpił w II w. W tym czasie Służewo znajdowało się na trasie tzw. szlaku bursztynowego. Było miejscem postojowym przed dalszą drogą do brodu na Wiśle w miejscowości Otłoczyn. Świadczy o tym znalezisko tzw. skarb ze Służewa. Zbiór monet rzymskich i arabskich z tamtego okresu.

### Okres rodziny Służewskich herbu Pomian
Od XII w. Służewo należało do rodziny Pomianów, którzy pochodzili ze Służewa i Grabia. Już od wczesnego średniowiecza bogaci włościanie. Posiadali znaczne połacie Kujaw. Uzyskali duże wpływy w średniowiecznej administracji. Z rodzinnych Kujaw rozprzestrzenili się do innych części kraju, umacniając swoje wpływy i zdobywając kolejne dobra. Pierwsze ślady Pomianów Służewskich pojawiły się w 1154 r. w dokumentach biskupa Włocławskiego Zbyluta.

Herb szlachecki Pomian

Służewo Pomianów było typem opola i należało do kasztelanii Słońsk. Kasztelania Słońsk obejmowała teren lewobrzeżnej Wisły, od południa Niestuszewo od północy Otłoczyn i rzeka Tążyna, a od zachodu Służewo i Ostrowąs. Od 1267 r. Służewo należało do księstwa inowrocławskiego, leżało na pograniczu z księstwem brzeskim. Od 1392 r. aż do rozbiorów należało do województwa inowrocławskiego.
W XIII w. przez Służewo przebiegały ważne szlaki:z Torunia do Wrocławia, Lwowa i Krakowa. Wpłynęło to na rozwój i zamożność miejscowości. W XIII-XIV w. Służewo przez rządzących postrzegane było jako punkt strategiczny ze względu na  położenie przy granicy i bliskość naturalnych przeszkód. Jan Długosz w swoich kronikach pisał o „warowniach Jarosława w Służewie”.Gród prawdopodobnie otoczony był murem z cegły bądź kamienia z basztami lub wieżami. W okresie panowania zakonu krzyżackiego na Pomorzu Służewo było miejscowością graniczną. Z jednej strony było to źródło dodatkowych dochodów z istnienia komory celnej, z drugiej był to teren wielu walk i potyczek. Rycerze zakonu często zapuszczali się na tereny Kujaw łupiąc pobliskie wsie i miasta. Dopiero II pokój toruński w 1466 przyniósł odmianę sytuacji. Przesunięto granicę daleko na północ. Służewo przestało być graniczną miejscowością, a Krzyżacy zostali odsunięci na wiele kilometrów.
Nie wiadomo kiedy dokładnie Służewo uzyskało prawa miejskie. Nie zachowały się dokumenty mówiące kiedy i na jakich prawach lokowano miasto. Jednakże już w dokumentach z 1339 r. pojawiła się wzmianka o mieście Służewo. Prokurator generalny Królestwa Polskiego podczas procesu warszawskiego polsko-krzyżackiego wśród miast zniszczonych przez Krzyżaków w latach 1329-1332 wymienił Służewo.

### Okres rodziny Służewskich herbu Sulima

Herb szlachecki Sulima

W początkach XV w. właścicielami Służewa stali się Służewscy herbu Sulima.
Wpływowa średniowieczna rodzina skoligacona z wieloma bogatymi rodami magnackimi takimi jak: Działyńscy, Potuliccy, Latalscy, Leszczyńscy, Kretkowscy, Kościelscy, Lubrańscy. Najbardziej znanym przedstawicielem tej linii był Jan ze Służewa, wojewoda brzeskokujawski i budowniczy służewskiego kościoła. Zasłużonym dla Kujaw był także Maciej Oporowski ze Służewa.
Służewo XVI wieku było ośrodkiem rzemieślniczo-handlowym z silnym zapleczem rolniczym. W 1500 r. ludność Służewa wynosiła około 400 osób. Był to samowystarczalny folwark. Istniały w nim browar i gorzelnia. W 1598 r. istniało Bractwo Piwowarów, co dawało prawo eksportu produkowanego trunku. Wywożono go głównie do Torunia. Istniały także warsztaty rzemieślnicze głównie krawieckie i szewskie. W 1583 r. podatek pogłówny opłacały w Służewie 42 rodziny rzemieślnicze. Istniały także bractwa szewców, krawców i bractwo literackie. W 1600 r. powstał cech szewców. W XVI w. istniał w Służewie przemysł ceramiki. W okolicy, szczególnie we wsi Białe Błota, istniały bogate złoża specjalnej gliny. W tym czasie w Służewie organizowano jarmarki, na które przyjeżdżali kupcy z Torunia, Radziejowa, a nawet Brześcia Kujawskiego. W XVII-wiecznym Służewie istniała karczma. Głównym obszarem działalności Służewa była uprawa i handel zbożem oraz wełną, które transportowano do Torunia i dalej na Prusy.
Przed wjazdem do Torunia król Zygmunt Stary nocował z 1 na 2 grudnia 1519 roku w Służewie, dokąd przybyli na jego powitanie w sto koni przedstawiciele prowincji Prus Królewskich. Kiedy król Zygmunt August zbliżał się do Torunia obradowała tutaj od 9 czerwca 1552 roku Rada Pruska. Dnia 11 czerwca o godzinie 2 w nocy udało się poselstwo do króla do Służewa (...).
Liczne w tym czasie wojny (m.in. Potop szwedzki) spowodowały nakładanie dużych podatków na ludność. Przez Kujawy przetaczały się kilkakrotnie zarazy dziesiątkujące ludność i zwierzęta (morowe powietrze). Podczas II wojny północnej przez Kujawy przechodziły wojska szwedzkie i polskie. Odbywało się dużo drobnych potyczek. W 1656 r. 16 i 17 kwietnia przez Służewo przemaszerowały korpusy Czarnieckiego w pogoni za wojskami szwedzkimi. Przemarszom wojska i potyczkom towarzyszy plądrowanie i niszczenie okolicy. Według danych podatkowych w 1661 r. podymne w Służewie płaciło 42% stanu sprzed 1629 r. Po wojnach szwedzkich w 1660 r. zostało w Służewie tylko 8 domów osiadłych oraz 8 rzemieślników. W tym czasie wszystkie z 23 łanów osiadłych w poprzednim wieku leżały odłogiem. Służewo w 1668 r. zostało zniszczone przez pożar. Aby dokonać odbudowy, sejmik radziejowski i kujawski wprowadzały liczne ulgi podatkowe. Swej pomocy udzielił wtedy także kościół. Ówczesny biskup włocławski Czartoryski 3 czerwca 1673 udzielił pozwolenia na wypożyczenie 3000 złp i zastawienie kosztowności ze skarbca diecezjalnego. Z danych podatkowych wynika, iż około 1670 r. miasto zamieszkiwało zaledwie 220 osób.

### Okres rodziny Niemojewskich herbu Rola

Herb szlachecki Rola

W połowie XVII w. Służewo, prawdopodobnie poprzez skoligacenie, przeszło w ręce rodu Niemojewskich herbu Rola. Rodzina ta w Wielkopolsce pisała się z Lubieńca. Była to rodzina o dużych wpływach politycznych. Maciej z Lubieńca Niemojewski był w 1524 r. dworzaninem królewskim, Wojciech Niemojewski posłem na sejm w 1572 r., sędzią grodzkim inowrocławskim i jednym z najzamożniejszych szlachciców kujawskich.
Posiadanie przez ten ród Służewa zostało poświadczone w źródłach w 1685 r., gdy właścicielem Służewa był niejaki Wincenty Andrzej z Lubieńca Niemojewski. Dzięki jego działalności Służewo uzyskało 20 stycznia 1685 r. liczne prawa i przywileje.
Jego następcy ograniczali nadane prawa. Niejaki Antoni z Lubieńca Niemojewski skasował przywilej uzyskany przez swojego wielkiego antecesora. Zmuszał on mieszczan do orania swojej roli i powiększył żniwną robociznę.
Zwiększył powinności mieszczan wobec dworu. Wprowadził też tzw. propinację. Alkohole mógł robić tylko dziedzic, natomiast inni musieli u niego kupować. Jego sukcesor Józef podtrzymywał ojcowski styl rządów co doprowadziło w 1801 r., do procesu sądowego między dziedzicem a mieszkańcami Służewa. Sprawa zakończyła się polubownie.

### Rozbiory
W przededniu rozbiorów ówcześni królowie chętnie nadawali przywileje handlowe niewielkim wsiom, stało się tak w przypadku Konecka i Osięcin. Takie działania powodowały odciągnięcie produkcji rzemieślniczej z miast do tych właśnie wsi, do warsztatów chałupniczych. Już w 1793 r. nie istniał w Służewie żaden zakład rękodzieła rzemieślniczego. Produkcja skupiła się w jednoosobowych warsztatach chałupniczych. Polacy zajmowali się szewstwem, Żydzi krawiectwem.
Po II rozbiorze Służewo znalazło się pod panowaniem Pruskim. Z chwilą przejęcia miasta w 1793 r. Służewo liczyło 454 mieszkańców. Nie istniała szkoła. Browar miejski był zamknięty ze względu na propinację dziedzica. Alkohole do karczmy dostarczali Niemojewscy. Jarmarki nie odbywały się.
Służewo po III rozbiorze stało się miejscowością graniczną między zaborem rosyjskim i pruskim. Granicę wyznaczała rzeka Tążyna. Służewo należało do zaboru rosyjskiego.  Ówcześni właściciele Niemojewscy dążyli raczej do wyzysku mieszkańców miasta niż rozwoju Służewa. Pomocny miał być przywilej nadany w 1777 przez króla Stanisława Augusta Poniatowskiego dający prawo organizowania 12 jarmarków.
Pruska władza wprowadziła ograniczenia w samowoli właścicieli folwarków w prywatnych miastach. Zniesiono wiele przywile jarmarków wiejskich. Spowodowało to powrót rozdrobnionego rzemiosła do miast. W tym czasie nastąpił szybki przyrost ludności. W 1800 r. miasto liczyło 938 mieszkańców. Wraz z rozwojem ludności nie nastąpiła szybka urbanizacja miejscowości.
W 1798 r. ograniczono przywilej jarmarczny z 12 w roku do 4. Dominujący był handel żywnością, produktami korzennymi i suknem. Księstwo Warszawskie zwiększyło liczbę jarmarków do 6. W początkowym okresie rozbiorów Służewo było miastem prywatnym należącym do Niemojewskich. Rodzina Niemojewskich została ukarana za uczestnictwo w insurekcji kościuszkowskiej. Józef Niemojewski walczył w Wielkopolsce pod dowództwem samego Dąbrowskiego. Został za to ukarany konfiskatą dóbr także Służewa. Dodatkowo na miasto nałożono srogie kontrybucje. Niemojewscy miasto stracili. Prawdopodobnie na aukcji lub za wyznaczoną cenę urzędową nowymi właścicielami stali się Wodzyńscy. W 1811 r. właścicielem miasta był Antoni Wodzyński.

W 1806 r. Służewo gościło wojska Generała Dąbrowskiego w drodze na Bydgoszcz.

Herb szlachecki Jastrzębiec

W tym czasie stary trakt z Warszawy przez Brześć Kujawski do Torunia nabrał znaczenia militarnego dla wojsk Księstwa Warszawskiego i Napoleońskich. Miejscowość miała obowiązek prowadzenia magazynu wojskowego i zaprowiantowania armii.
Spodziewano się ożywienia gospodarczego miejscowości, gdy uruchamiano w Ciechocinku warzelnie soli. Spodziewano się, iż towary na trasie Ciechocinek – Toruń będą przepływać przez przejście graniczne w Służewie. Około 1823 r. budowniczy Walicki wybrał inną krótszą drogę przez przejście Kuth na Wygodzie.
Rzeczywiste ożywienie przyniosło ustanowienie w Służewie w 1827 r. komory celnej i urzędu granicznego I stopnia. Poprawiło to kondycję finansową miasta, zwiększyło liczbę mieszkańców oraz ich dochody. W latach 30. XIX wieku mieszkańcy Służewa nawiązali kontakty z pobliskim Ciechocinkiem. Handlowano głównie towarami rolnymi, rzemieślniczymi i drewnem. W tym celu w latach 30. wybudowano drogę do Ciechocinka, którą oddano do użytku w 1850 r. W tym czasie w Służewie istniała ważna stacja pocztowa wozowa i konna. W 1834 r. była to jedna z najważniejszych stacji pocztowych Kujaw Wschodnich. W 1845 r. istniały w mieście dwa browary, gorzelnia oraz garbarnia. W latach 40. XIX wieku powstała droga z Nieszawy przez Ciechocinek do Torunia. Droga ta była krótsza od Służewskiej, stąd duża część wymiany towarowej zaczęła omijać miasto. W tym czasie na Kujawach zaprzestano organizować jarmarki. W ich miejsce zaczęły powstawać małe targi dużo mniej dochodowe. Miasto znowu zaczęło ubożeć a mieszkańcy zaczęli zajmować się przemytem.
W 1852 przez Służewo przeszła epidemia cholery.
W połowie XIX w. rodzina Wodzińskich zaczęła podupadać, a ich dobra ich były kilkakrotnie konfiskowane. Służewo i rodzina Wodzyńskich aktywnie wspierali powstanie styczniowe. Leon Wodzyński był uczestnikiem działań wojskowych. Także chłopi i mieszczanie wspierali walki powstańcze. Specyfika terenu nie pozwalała na organizowanie i walkę oddziałów partyzanckich dlatego zajęli się oni przemycaniem i organizowaniem broni i amunicji.
Podczas budowy kolei żelaznej właściciel Służewa nie zgodził się przekazać swoich gruntów na rzecz tej inwestycji. Pierwotnie na planach z 1858 r. było Służewo. Kolej wybudowano ze zmianami w 1860 r. W 1867 r. poprowadzono linię do Ciechocinka omijającą Służewo.
Za udział w powstaniu styczniowym rodzina Wodzińskich została zdegradowana. Służewo utraciło prawa miejskie 1 czerwca 1869 r. specjalnym ukazem cara Aleksandra. W zaborze rosyjskim wprowadzono obowiązek szkolny. W Służewie już w 1816 r. istniała szkoła elementarna. Rozwój szkoły nastąpił w latach 30 i 40 XIX wieku. Zaczęła ona obejmować zasięgiem pobliskie miejscowości tworząc tzw. Towarzystwo Szkolne Służewo. Szkoła Służewska miała charakter ekumeniczny, uczyli się w niej przedstawiciele różnych wyznań. Ukaz carski z 15 maja 1851 r. zwalniał dzieci wiejskie z obowiązku szkolnego. Efektem tego było zmniejszenie liczby dzieci w szkole. Po niedługim czasie znacznie wzrosła liczba analfabetów. W początkach XX w. Służewo było dość mocno zadłużoną miejscowością. Prawdopodobnie z tego właśnie powodu Wodzyńscy postanowili sprzedać wieś. W 1913 r. Służewo przeszło w ręce warszawskiego adwokata Edwarda Życkiego.
W 1915 r. do wsi wkroczyły wojska niemieckie. Z majątku uciekł Życki i nigdy już nie wrócił. Nowa władza wyznaczyła na zarządcę majątku Baranowskiego z Przybranowa.

### Dwudziestolecie międzywojenne
Po odzyskaniu niepodległości majątek Służewo wrócił w ręce Życkich, stając się własnością żony, córki i czterech przedstawicieli rodu. W ich imieniu zarządcą został Stanisław Życki.
Miejscowość była mocno zniszczona w wyniku częstych przemarszów wojsk, kontrybucji i utrzymania armii. W pobliżu nie było rozwiniętego przemysłu, nie organizowano jarmarków. Istniało tylko kilka małych warsztatów. Rolnictwo było słabe i mocno zacofane. Praktycznie nie istniał handel. W tej sytuacji często dochodziło do rozbojów i kradzieży. Szansą na odmianę sytuacji miała być reforma rolna zatwierdzona ustawą z 1925 r. Nie udało się jej jednak zrealizować. Dokonano tylko częściowej dobrowolnej parcelacji części gruntów folwarku. Udało się przeprowadzić na niewielką skalę komasację małych rozdrobnionych gospodarstw. Zaczęto w miejsce jarmarków organizować niewielkie targowiska ze spędem koni i bydła w środy po 15 każdego miesiąca. Po 1927 r. zaczęły rozwijać się cechy rzemiosł. Najprężniej działał, mający wielowiekową tradycję, cech szewców. Jednak wielki światowy kryzys (1929-1933) zahamował ich działalność.
W 1912 z inspiracji ówczesnego właściciela majątku Stefana Wodzińskiego powstała ochotnicza straż pożarna. W rok później z pomocą miejscowej ludności wybudowano pierwszą remizę.
Wraz z rozwojem rzemiosła powrócono do tradycji jarmarków. Odbywały się one 6 razy do roku we wtorki:
- po Oczyszczeniu NMP (2 lutego – Święto Ofiarowania Pańskiego)
- po św. Józefie (19 marca)
- po Zielonych Świątkach (50 dni po Wielkanocy)
- po św. Annie (26 lipca)
- przed św. Szymonem i Judą (28 października)
- po św. Łucji (13 grudnia)

W okresie międzywojennym istniało kilka sklepów spożywczych i tekstylnych. Na placu, na którym stoi obecnie budynek Domu Kultury, znajdował się targ.
Dawną komorę celną przebudowano na szkołę.
W 1918 r. młodzież utworzyła drużynę harcerską. W 1919 r. stworzono tzw. pluton harcerski. W 1920 r. zawiązała się samodzielna drużyna harcerzy, jej kapelanem został miejscowy proboszcz ks. Wawrzyniec Waszak, który zmarł 2 lutego 1925. Jego miejsce zajął ks. proboszcz Michał Koźbiał. W 1927 powstało Koło Przyjaciół Harcerstwa. Była to organizacja starszych, którzy nie mogli uczestniczyć bezpośrednio w działalności harcerstwa, a chcieli wesprzeć młodzież. Koło działało pod przewodnictwem miejscowego dziedzica Stanisława Życkiego.
Aktywne były też młodzieżowe organizacje wiejskie. Najsilniej działającą był Związek Młodzieży Wiejskiej „Siew”. Od 1928 zaczął działać także związek „Wici”. Oba związki mimo deklaracji antypolitycznych były ideowo związane z obozem sanacji Józefa Piłsudskiego. Zajmowały się organizacją życia kulturalno-oświatowego miejscowości. Oprócz uczestnictwa w przeróżnych uroczystościach kościelnych i państwowych organizowały wiele kursów i odczytów. Zorganizowały one także i później wspierały bibliotekę wiejską.
Działało także kółko rolnicze „Jutrzenka”. Od 24 września 1929 działało gniazdo „Sokoła”, organizacja sportowa stawiająca sobie za cel oprócz krzewienia kultury fizycznej kształtowanie postaw patriotycznych. Od 1929 r. działał Związek Strzelecki i drużyna Przysposobienia Wojskowego. Wskutek owocnej działalności związku 20 listopada 1932 powołano Kompanię Strzelecką.
Przy miejscowym kościele działały także dwie organizacje katolickie: Stowarzyszenie Młodzieży Polskiej Męskiej „Ostoja” i Stowarzyszenie Młodzieży Polskiej Żeńskiej.

### II wojna światowa
Podczas kampanii wrześniowej w okolicach Służewa zginęło 3 żołnierzy, pochowano ich we wspólnej mogile na pobliskim cmentarzu. W sąsiednim Ostrowąsie leżą służewiacy pomordowani 15 października 1939

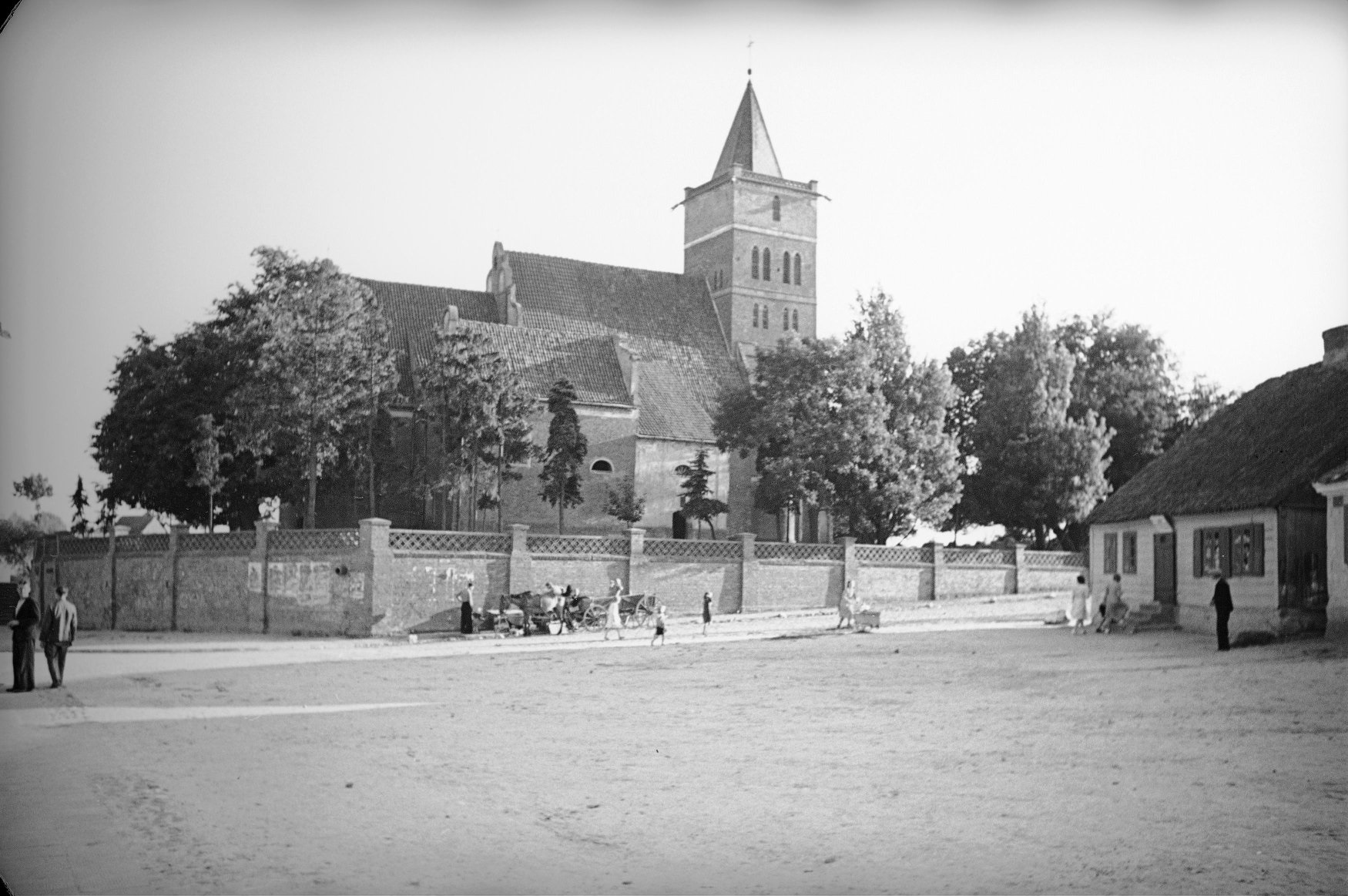
Okolice kościoła 1939r

Podczas II wojny światowaej Służewo znalazło się w Kraju Warty. Włączono je do powiatu ciechocińskiego i przemianowano na Sluzewo. Ludność miejscowowa została wysiedlona. Ludność żydowską wywieziono do obozów. Miejscowość zasiedlono ludnością niemiecką. Kościół zamknięto, a później utworzono w nim magazyn zboża. Wszystkie polskie organizacje przestały działać.

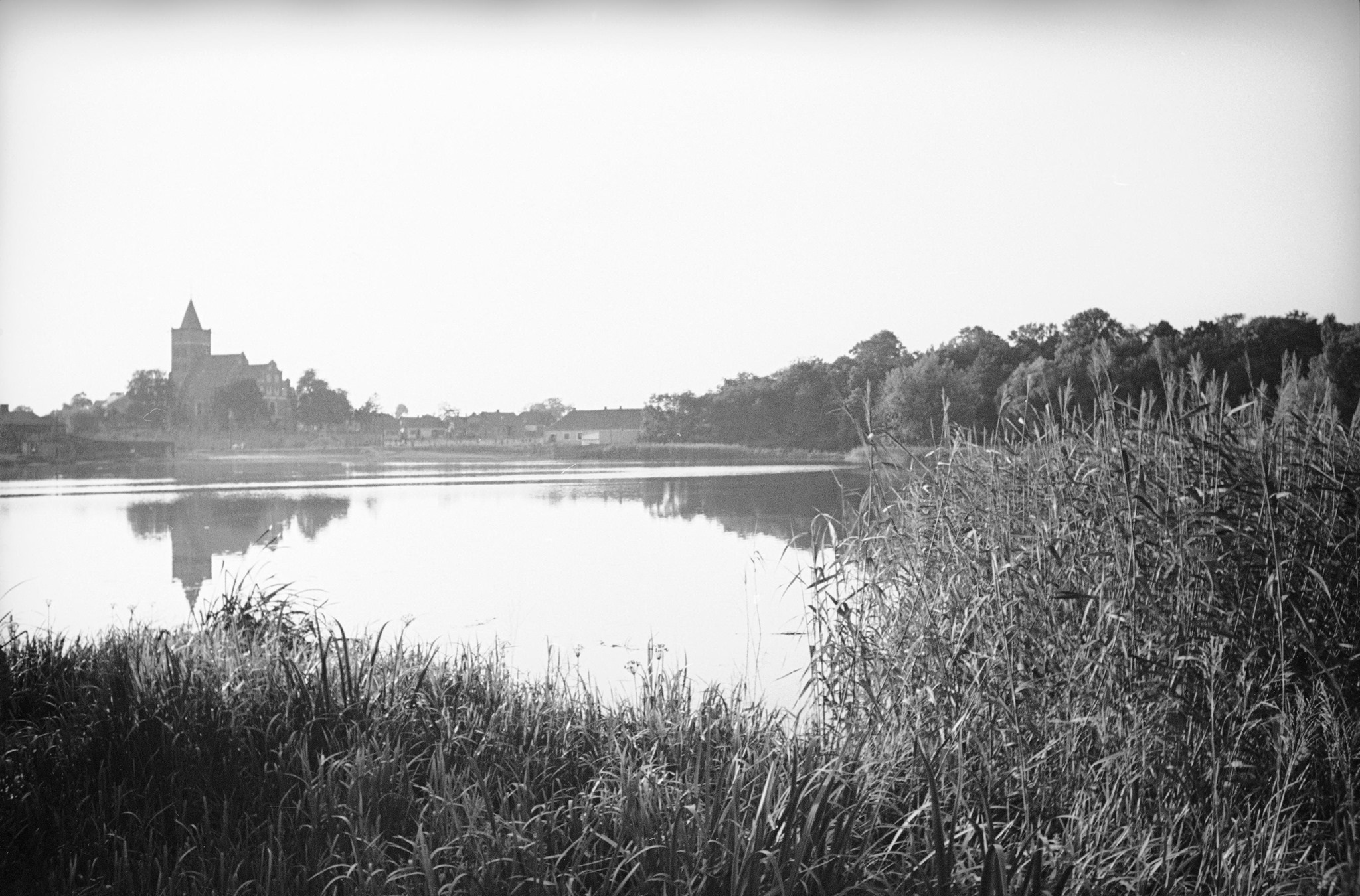
Jezioro i kościół 1939r

Niemcy stosowali szeroko zakrojoną germanizację. Podstawowym jej elementem miała być eksterminacja polskiej inteligencji i duchowieństwa. Zamknięto kościół i okoliczne szkoły. Zwolnieni nauczyciele organizowali tajne komplety. Tutejsze komplety zorganizował i przewodził im Franciszek Pobereszko. Pod pretekstem malowania tabliczek na wozach przemieszczał się po okolicy rowerem i koordynował działanie kompletów.
Podczas całej wojny zamordowano 111 mieszkańców Służewa, w tym także księdza. Deportowano 311, z czego 248 wysłano na przymusowe roboty, 26 do obozu koncentracyjnego, a 59 do obozu zagłady. Dwóch żołnierzy pochodzących ze Służewa trafiło do niewoli radzieckiej i zostało straconych w Katyniu. Ku ich pamięci wystawiono pomnik przy ulicy Toruńskiej.
Służewo wyzwolono 19 stycznia 1945 (niektóre źródła mówią o dacie 21 lub 22 stycznia).

### Po II wojnie światowej
Po wyzwoleniu ustanowiono komisarza Henryka Malinowskiego. 17 marca 1945 zorganizowano w Służewie gminę, wójtem został Marcin Jentczak z Gosławic. Szacunki z 16 czerwca 1945 mówią, iż gminę zamieszkiwało 6860 mieszkańców, w tym 204 Niemców i 28 innej narodowości. Miejscowa ludność wysprzątała i odnowiła zniszczony przez Niemców kościół.
Przystąpiono od razu do wprowadzania reformy rolnej PKWN. W tym celu powołano Urząd Ziemski pod kierownictwem Lenkiewicza. Parcelację gruntów zakończono w Służewie 29 września 1945. Zatwierdzono ją oficjalnie dopiero w 1947. Prowadzono także akcję zasiedleńczą. Do końca 1945 zasiedlono wszystkie 101 gospodarstw poniemieckich w gminie. Stopniowo wysiedlano także rodziny Niemieckie. Ostatnią w Służewie była rodzina Klemp.
Wiosną 1945 ruszył młyn. Działały spółdzielnie „Społem” i „Samopomoc Chłopska”. W latach 50. powołano Spółdzielnię Kółek Rolniczych.
20 maja 1945 powstała żeńska drużyna harcerska im Królowej Jadwigi zrzeszająca 32 osoby. 5 stycznia 1946 powstała męska drużyna harcerska im. Tadeusza Kościuszki licząca 42 członków.
3 kwietnia 1950 powołano Spółdzielnię Wytwórczą „Sztandar Jedności”. W 1950 powołano spółdzielnie rolniczą, i po sprzeciwie miejscowej ludności  zamknięto ją w 1957. W 1951 powstało stałe kino, zamknięte po przemianach społecznych lat 90. W 1958 powstał Ludowy Klub Sportowy „Orzeł” Służewo.
W latach 1955–1957 dokonano melioracji terenu.

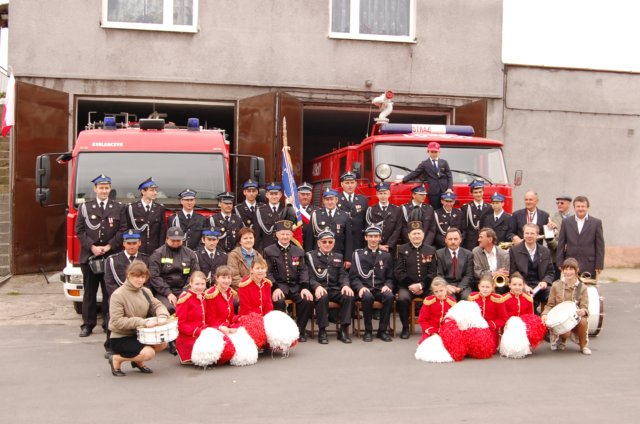
Drużyna OSP Służewo w dniu św. Floriana 4 V 2008

Szybki rozwój sąsiedniego Aleksandrowa Kujawskiego zmarginalizował znaczenie Służewa. W 1976 Służewo straciło na rzecz Aleksandrowa status gminy. W 1950 przeprowadzono elektryfikację wsi. W okresie powojennym w miejscowości istniały zakłady szewskie i krawieckie, które działały jeszcze w latach 90. XX wieku. Ostatnim pracującym szewcem był Zygmunt Kozłowski, a krawcem Wit Rybowicz.

Straż ogniowa w Służewie została włączona w struktury krajowego systemu ratowniczo-gaśniczego pożarnictwa.

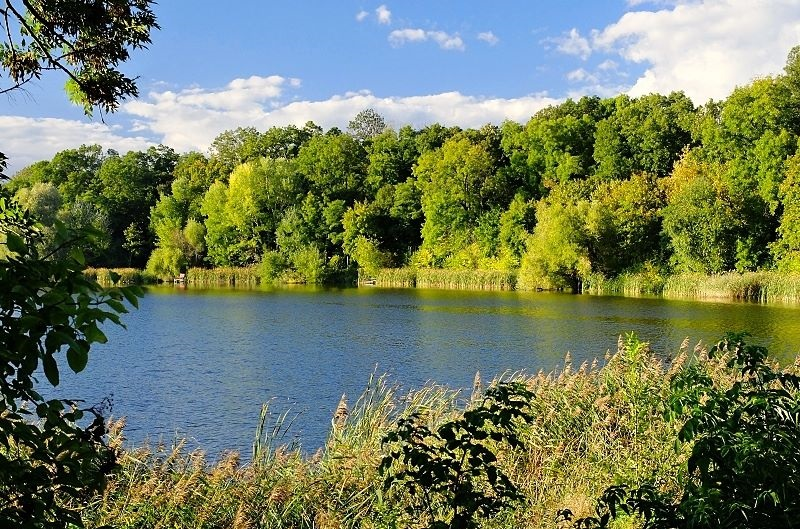
Jezioro i park

Funkcjonuje klub sportowy „Orzeł”. Klub posiada sekcję piłki nożnej oraz sekcję biegaczy. W dawnym domu kultury znajduje się biblioteka.
W miejscowości znajduje się Szkoła Podstawowa im. Tadeusza Kościuszki. Do 2018 Szkoła nosiła nazwę Zespołu szkół, gdyż funkcjonowało tam gimnazjum. Funkcjonuje również 13. drużyna Harcerska im Jana Bytnara "Rudego" "Sokoły".

## Historia parafii
Parafię w Służewie erygowano przed 1325 r. Pierwszy, drewniany kościół św. Jana Chrzciciela ufundowali właściciele majątku – Służewscy herbu Pomian prawdopodobnie przed erygowaniem parafii. W roku 1467 biskup kujawski Zbigniew Oleśnicki przy kościele ustanowił czterech mansjonarzy. Jeden z nich zobowiązany był prowadzić naukę w szkole parafialnej.

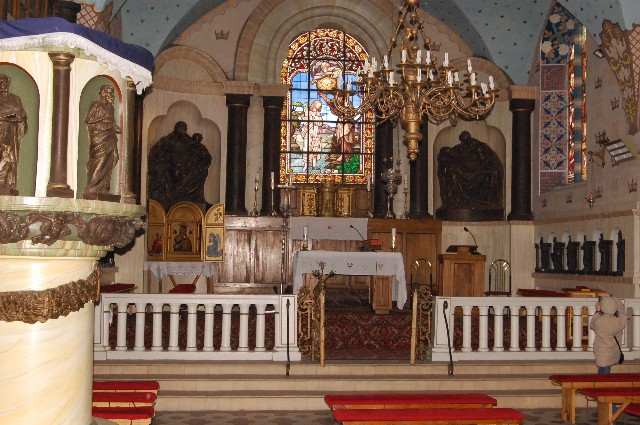
Prezbiterium kościoła

W latach 70. i 80. XV w. przetoczyła się przez Polskę reformacja. Kilkoro służewskich włościan stawało przed sądem z powództwa kościelnego oskarżeni o herezję.

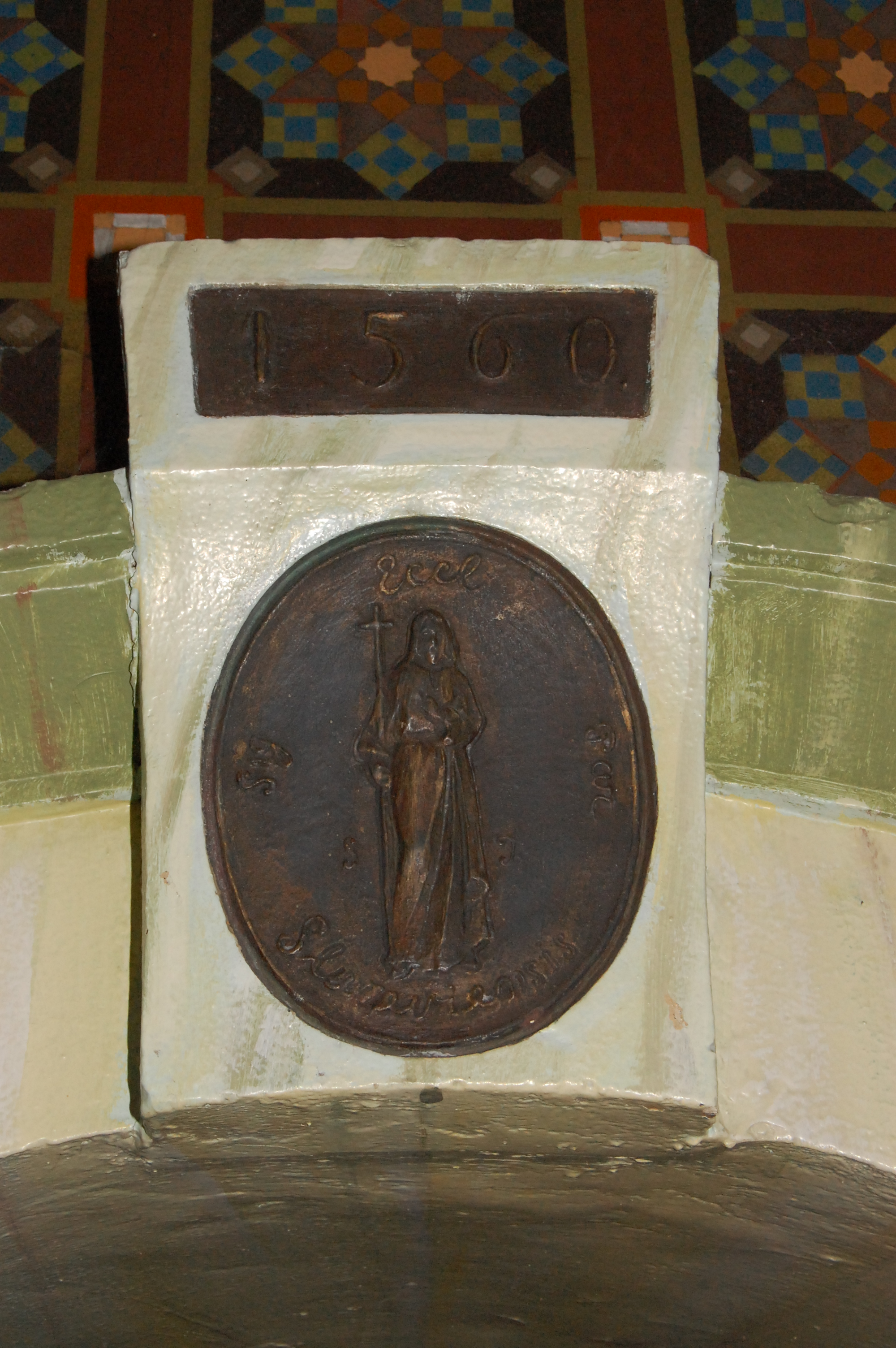
Płaskorzeźba nad drzwiami do zakrystii z datą oznaczającą rozpoczęcie budowy świątyni

W Służewie innowiercy pojawili się około 1582 r. W dokumentach z wizytacji biskupiej w 1598 r. zanotowano, iż plebania zajęta była przez protestantów. Budowę gotycko-renesansowego kościoła rozpoczął w 1560 r. Jan ze Służewa, wojewoda brzesko-kujawski. Gdy zmarł, kontynuatorką budowy była wdowa po nim, Małgorzata Służewska z domu Sternberg-Kostka. Służewscy byli też fundatorami nowej plebanii i przykościelnego szpitala. Szpital składał się z dwóch izb, w których było 7 łóżek. W holu szpitala znajdował się ołtarz. Na utrzymanie szpitala przeznaczona była dziesięcina ze wsi Ośno. W 1581 r. kościół poświęcił biskup Stanisław Karnkowski. Kościół wzniesiony został z czerwonej cegły, z masywną, czworokątną wieżą od frontu. W 1615 r. Służewo stał się dekanatem. Proboszcz Eustachy Górski prawdopodobnie przed 1625 r. ustanowił bractwo różańcowe. Powołał bractwo św. Anny zajmujące się pomocą ubogim i schorowanym. W tym czasie istniała także biblioteka parafialna.

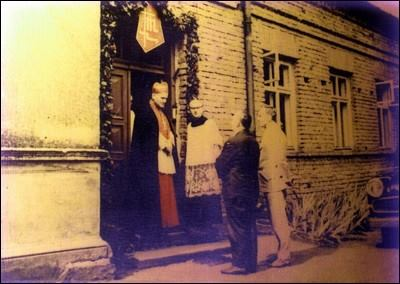
Karol Wojtyła wychodzi z plebanii w Służewie

W wyniku szybkiego rozbudowania się powstającego wtedy miasta i stacji kolejowej Trojanowa, nazwanego później na cześć cara Aleksandra II Aleksandrowem Kujawskim, nastąpił dalszy rozwój parafii. W 1886 r. wybudowano w Aleksandrowie kaplicę pod wezwaniem Przemienienia Pańskiego, która staje się kościołem filialnym parafii Służewo. Wczas parafia liczyła 5500 wiernych. W końcówce XIX w. przy wydatnej pomocy ówczesnych właścicieli Służewa Wodzyńskich proboszcz Wawrzyniec Waszak przeprowadził gruntowną renowację świątyni. W latach 1898–1899 wymieniono sklepienie i podwyższono o jedną kondygnację wieżę. Wodzyńscy sprowadzili do Służewa znanego rzeźbiarza Wacława Bębnowskiego, który w Służewskim kościele wykonał szereg rzeźb: chrzcielnicę, ołtarz główny z okazałą pietą, ambonę, lożę kolatorską i stacje drogi krzyżowej. Współcześnie świątynia znajduje się przy placu Jana Pawła II; na terenie przykościelnym stoi pomnik Ojca Świętego.
Służewo jest jedyną (poza Włocławkiem) miejscowością leżącą na terenie diecezji włocławskiej, w której przebywał kardynał Karol Wojtyła. Od 27 stycznia 2000 r. Jan Paweł II jest honorowym obywatelem Służewa i gminy.

## Zabytkowy park dworski

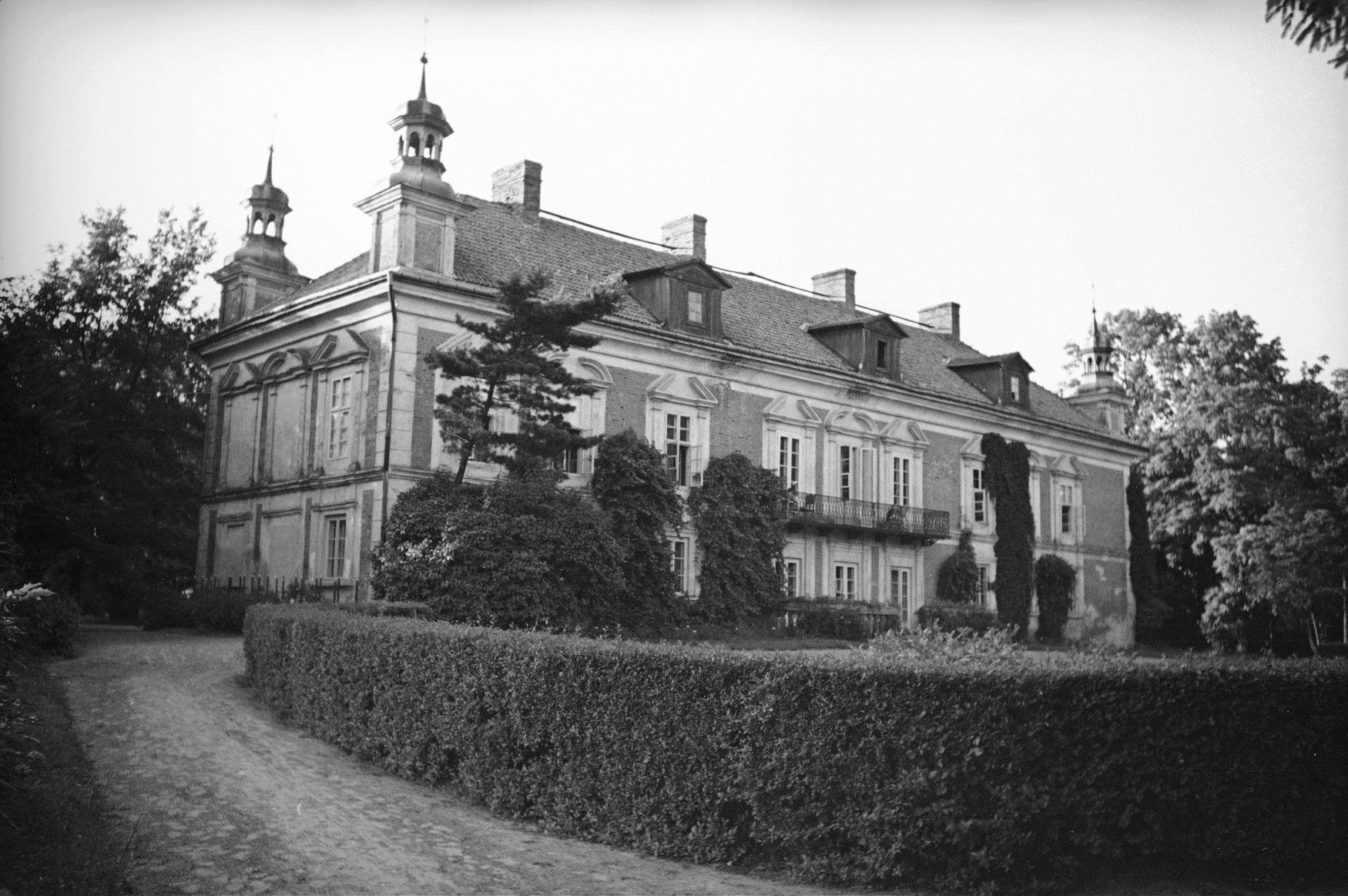
Pałac w Służewskim parku

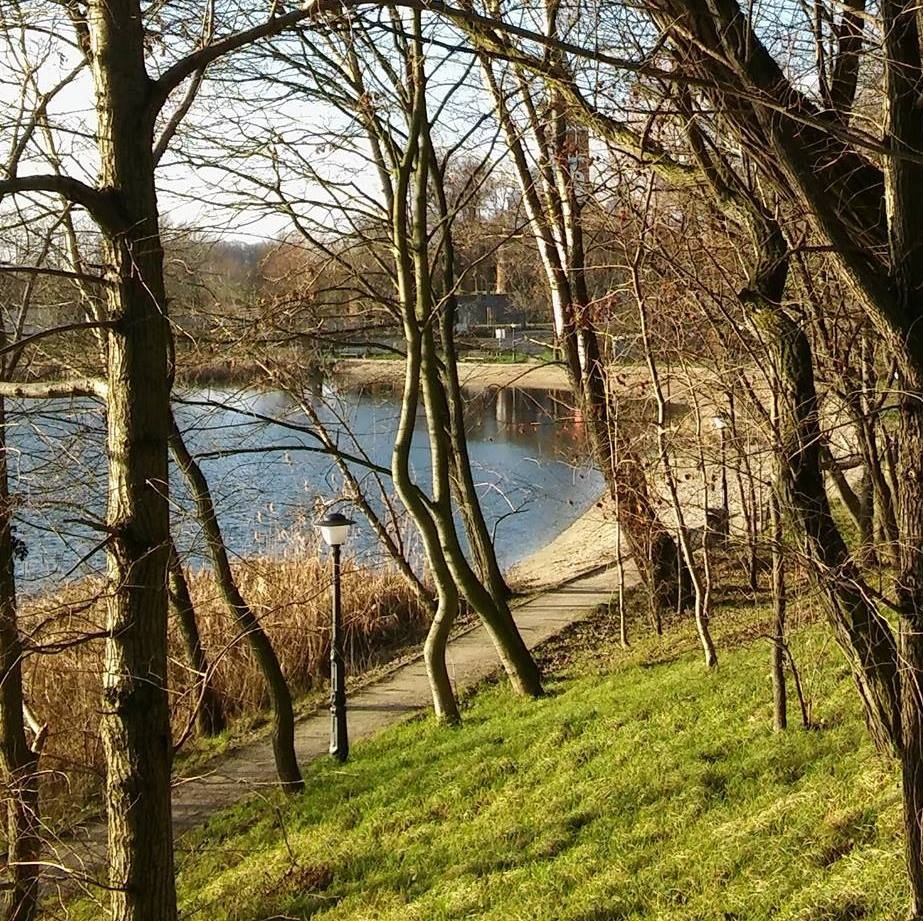
Park i jezioro wiosną

Park krajobrazowy w Służewie jest pozostałością założenia pałacowego, w którym usytuowany był pałac Służewskich. Park pierwotnie urządzony był jako ogród angielski, którego elementem było niewielkie jezioro. Wybudowany w XVII w. barokowy pałac w Służewie zawierał w swoich murach elementy wcześniej istniejącego tu zamku. Chorągiewki na narożnych wieżyczkach pałacu posiadały datę 1683 r. Pałac spłonął w 1945 r. Po II wojnie światowej pozostałości spalonego pałacu zostały rozgrabione przez miejscową ludność.

## Fryderyk Chopin

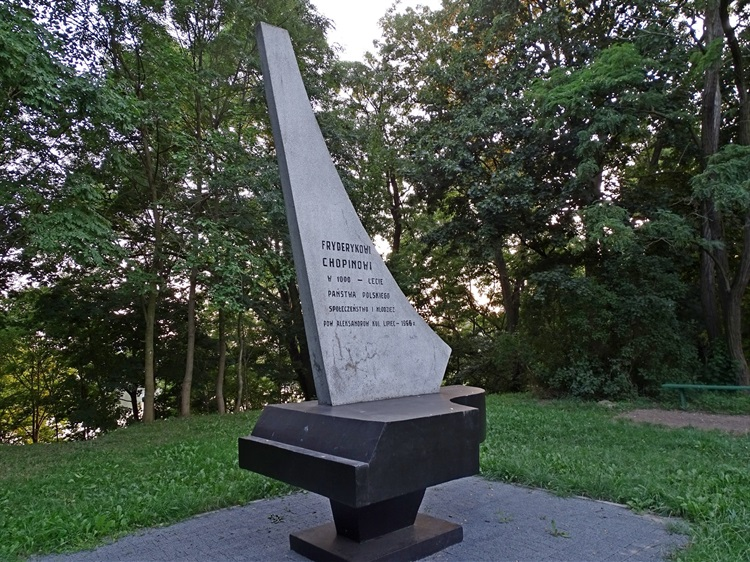
Fortepian Fryderyka Chopina

W Służewie urodziła się (w 1819 r.) Maria Wodzińska, młodzieńcza miłość Chopina i jego jedyna narzeczona. Narzeczeństwo  obwarowane było warunkiem poprawienia przez Fryderyka stanu zdrowia. Maria wyszła za hr. Jana Skarbka a później (po rozwodzie) za Władysława Orpiszewskiego. Fryderyk obwiązał listy od ukochanej czerwoną wstążką, opisał jako „moja bieda” i poświęcił się znajomościom z Delfiną Potocką i George Sand. Maria Wodzińska była także malarką. Wykonany przez nią w 1836 r. portret Fryderyka uważany jest za jedną z najwierniejszych podobizn artysty.

## Demografia
- 1500 – około 400 osób
- 1779 – 503 mieszkańców
- 1793 – 454 mieszkańców
- 1800 – 938 mieszkańców

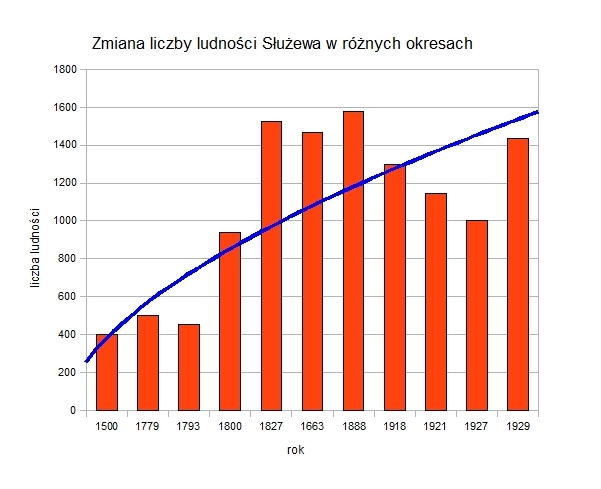
Zmiany liczby ludności Służewa na przestrzeni ostatnich wieków

- 1827 – liczba domów: miasto – 109, wieś i folwark – 13, razem 122 domy. Mieszkańcy: miasto – 1335 osób, wieś i folwark – 134, probostwo – 55, razem – 1524 osób.
- W przededniu powstania styczniowego ówczesne miasto Służewo liczyło 1465 mieszkańców
- 1888 – liczba domów miasto – 120. Mieszkańcy: miasto – 1453 osób, wieś i folwark – 122, razem – 1575 osób.
- 1918 – 1300 osób
- 1921 – 1146 osób
- 1927 – około 1000 osób
- 1929 – 1436 osób.

## Historia Żydów w Służewie
Ludność żydowska pojawiła się w Służewie w XVII w. Początkowa była to dosyć nieliczna grupa.
W przeddzień rozbiorów istniał w mieście swoisty podział – Polacy byli szewcami, Żydzi zajmowali się krawiectwem. W 1774 roku 241 mieszkańców Służewa stanowili Żydzi, co stanowiło około 50% liczebności mieszkańców. W okresie zaborów ludność wyznania mojżeszowego chętnie osiedlała się na Kujawach ze względu na to, iż władze pruskie w Wielkopolsce nakładały na nich wysokie podatki lub po prostu wypędzały. W 1807 r. w Służewie mieszkało już 557 Żydów, co stanowiło 53,6% ogółu mieszkańców. W 20-leciu międzywojennym bardzo prężną grupą byli Służewscy Żydzi. Posiadali swoje ugrupowanie polityczne o charakterze lewicowym. W mieście działała Żydowska Partia Socjalistyczna „Bund”. Zorganizowali także Bezprocentową Kasę Pożyczkową „Gemilus-Chesed”. Taką drogą wprowadzili oni kilku swoich przedstawicieli do lokalnej władzy.
Po odzyskaniu przez Polskę niepodległości liczba żydowskich mieszkańców miejscowości wynosiła 259, co stanowiło jedynie 18% ogółu. W swej historii Służewo miało dwie synagogi – starą i nową. W przeszłości był też tu cmentarz żydowski. W czasie okupacji niemieckiej w roku 1939 powstało w Służewie getto. Getto było likwidowane w 1940 r., aby zapobiec ucieczkom kilkaset osób na kilka dni zamknięto w kościele św. Jana Chrzciciela. (W tym czasie kościoły były już pozamykane dla katolików np. Sędzin, Byczyna). Więźniów przewieziono do Ciechocinka, a dalej koleją do obozu przejściowego w Radogoszczy.

## Zabytki

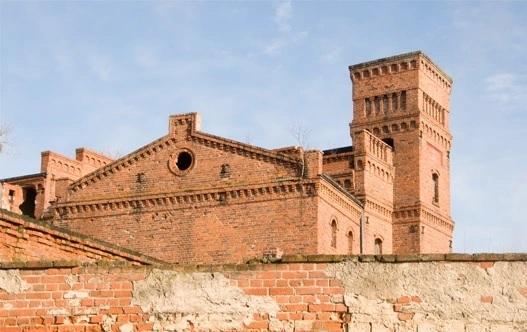
Zabytkowy Młyn Brunona Brandta

Według rejestru zabytków NID na listę zabytków wpisane są:
- kościół parafialny pw. św. Jana Chrzciciela, 1560, nr rej.: 250 z 16.08.1957
- park dworski, 2 poł. XIX w., nr rej.: A/1536 z 28.07.2009.

Obok kościoła znajdują się budynki plebanii i ochronki.
Inne obiekty zabytkowe:
- kamienica w centrum miejscowości
- ręczna pompa wodna obok poczty
- młyn
- ruiny młyna wodnego
- cmentarz parafialny (w Goszczewie)

## Szlaki turystyczne

### Szlaki piesze
- Szlak Kujawski (25 km) Podole – Ciechocinek – Wołuszewo – Aleksandrów Kujawski – Służewo

### Szlaki samochodowe
- Szlak Powstania Styczniowego na Kujawach: Aleksandrów Kujawski (0) – Służewo (7) – Straszewo (15) – Zakrzewo (20) – Dobre (30) – Radziejów (37) – Piotrków Kujawski (47) – Wójcin (51) – Sompolno (66) – Babiak (80) – Izbica Kujawska (95) – Lubraniec (109) – Brześć Kujawski (118) – Włocławek (131 km)
- Kujawsko-Pomorski Szlak Fryderyka Chopina: Toruń – Służewo – Ciechocinek – Nieszawa – Osięciny – Zgłowiączka – Sarnowo – Skaszyn – Izbica Kujawska – Świętosławice – Brdów – Modzerowo (gmina Izbica Kujawska) – Długie (powiat włocławski) – Błenna – Kłóbka (165 km)

## Transport
- Konin – Służewo – Ciechocinek
- Suchatówka – Służewo